# André da Rocha
André da Rocha é um município brasileiro do estado do Rio Grande do Sul.

## História
Emancipado de Lagoa Vermelha no ano 1988, foi batizado em homenagem ao desembargador Manuel André da Rocha, que foi o primeiro juiz da comarca de Lagoa Vermelha, e participou ativamente da defesa do município, que havia se tornado reduto republicano durante a Revolução de 1893.

## Geografia
Localiza-se a uma latitude 28º37'50" sul e a uma longitude 51º34'18" oeste, estando a uma altitude de 700 metros.
Possui uma área de 331,227 km² e sua população estimada pelo Instituto Brasileiro de Geografia e Estatística (IBGE) em 2022 foi de 1 135 habitantes.

## Economia
André da Rocha tem como destaque em sua economia o plantio de soja e a criação de gado. Ainda destaca-se no município o turismo, pelas belas paisagens e cascatas.